# Jordano Pidutti
Jordano Pidutti (ou Giordano Pidutti) est un cinéaste italien connu pour avoir réalisé le premier long-métrage de fiction au Liban, Les Aventures d'Elias Mabrouk, en 1929, et de ce fait comme un pionnier du cinéma libanais. Il a également réalisé Les Aventures de Abou Abed en 1933, toujours au Liban. Ces deux oeuvres sont des comédies muettes.

## Biographie
Les informations concernant la vie de Jordano Pidutti sont rares. Italien, il émigre au Liban dès l'âge de 24 ans ; là, il est chauffeur de la famille Sursock (en) (famille de notables), puis directeur de la photographie. Selon un récit invérifiable, il aurait été, quelques années avant la réalisation des Aventures d'Elias Mabrouk, cameraman dans l'armée française.
Il est le premier réalisateur connu de longs-métrages de fiction au Liban.
Le succès de J. Pidutti après ses deux films de 1929 et 1933, n'a pas été durable , le réalisateur a dû abandonner son activité cinématographique faute d'argent.
Selon l'historienne Elizabeth Thompson le pouvoir mandataire français « ne voulait pas encourager l’essor d’une industrie cinématographique locale, car le cinéma était un outil essentiel de la politique coloniale au Levant ». La diffusion d'actualités de propagande s'accompagnait d'une surveillance des réactions des spectateurs par les services de renseignements français. Cette présence de la police secrète, ainsi que la censure française, auraient fait obstacle à l'essor d’une industrie cinématographique proprement libanaise.

## Films
Les Aventures d’Elias Mabrouk (en arabe مغامرات الياس مبروك ; Mughamarat Elias Mabrouk) est une comédie muette mettant en scène un émigré libanais aux États-Unis de retour dans son pays natal. Le film valorise le « chez soi » et crée, selon Ghenwa Hayek, « une iconographie visuelle de beaux paysages et de la nature qui a fixé la thématique visuelle du cinéma libanais des années à venir ». Le tournage à Beyrouth s'est déroulé dans un des palais de la famille Sursock, un café à Raouché et des ruelles de Beyrouth. Le film a été projeté pour la première fois dans un cadre privé en 1932 en présence du premier ministre Auguste Adib Pacha au cinéma-théâtre Empire. Il a obtenu un succès au box-office, ce qui a incité Pidutti à en réaliser un second.
Les Aventures d’Abou Abed (en arabe مغامرات أبو عبد ; Mughamarat Abu Abed) suit un émigré libanais en Afrique de retour au pays. Le personnage principal est un homme du peuple, joué par Ali Shaaban. Revenu parmi les siens il parcourt le Liban en compagnie de ses enfants. Les cartes de visite réalisées pour ce film montrent l'acteur Ali Shaaban portant un enfant dans chaque bras et des retrouvailles familiales heureuses après les tribulations liées à l'exil. Une légende accompagnait ces cartes : « Connais ton pays, le Liban » (« iʿraf waṭanak Loubnan »).
Le film juxtapose des images tournées au Liban et d'autres extraites de films occidentaux tournés en Afrique dans la jungle, qui montrent des animaux sauvages - d'après les informations sur le montage cinématographique livrées par Ali Shaaban dans un entretien accordé au quotidien an-Nahar. Les Aventures d'Abou Abed donne à voir, comme le film précédent, la beauté des paysages libanais, mais il les oppose à des paysages sauvages en Afrique suggérant une menace.
Ce film reproduit des images stéréotypées de l'Afrique puisées dans des représentations occidentales, toutefois, de telles images ne servent pas à vanter une conquête coloniale civilisatrice, elles montrent aux Libanais tentés par l'émigration une Afrique dangereuse, afin de les dissuader de quitter le pays, selon Ghenwa Hayek.
Le sous-titre du film est « Entre les parties inconnues de l’Afrique et les rues de Beyrouth » (« Bayna majhil Ifrqiya wa shawriʿ Bayrout »). Le contraste entre une Afrique prétendument inexplorée et un espace libanais urbain moderne tend à racialiser le continent africain. Selon Ghenwa Hayek, le sous-titre « les parties inconnues de l’Afrique » pourrait ne pas dévaloriser spécifiquement l'Afrique, mais tout pays étranger, « l’imaginaire géographique diasporique dans son ensemble ». Dans son entretien accordé à  an-Nahar, l'acteur Ali Shaaban désigne l'Afrique par l'expression vague « le monde extérieur » (« bild barra », « les pays extérieurs »), suggérant par là que l'Afrique représente l'ailleurs en général, objet d'anxiété dans un pays d'émigration.

## Pionnier
Quoique italien, Jordano Pidutti est considéré par les historiens comme le premier réalisateur d'un film libanais.
Les premières images filmiques jamais tournées au Liban l'ont été en 1897, soit un an après l'invention du cinéma, à Beyrouth, par un autre Italien, Alexandre Promio, qui travaillait pour les frères Lumière.
Le premier film de fiction réalisé en Syrie est quasiment contemporain des Aventures d'Elias Mabrouk, et date de 1928 ; intitulé al-Muttaham al bari', L'accusé innocent, il est l'oeuvre des Syriens Ayyub Badri, Ahmad Tello et Mohammad Muradi.